# Alina Chyczewska
Alina Chyczewska z domu Wołosiewicz (ur. 12 lipca 1910, zm. 16 kwietnia 2005 w Bydgoszczy) – polska historyczka sztuki, bibliotekarka, kierownik Działu Muzealnego i Graficznego Biblioteki Kórnickiej.

## Życiorys
Była córką Wincentego i Bronisławy z Sawickich. W 1927 ukończyła jedno z warszawskich gimnazjów i niebawem podjęła studia na Uniwersytecie Warszawskim, na dwóch kierunkach – filologii polskiej i historii sztuki. Magisterium filozofii uzyskała jedynie w dziedzinie filologii polskiej (w 1935). Po wyjściu za mąż jakiś czas mieszkała w Toruniu. Lata okupacyjne spędzała w Warszawie, gdzie uczestniczyła w konspiracyjnym życiu naukowym, m.in. uczęszczała na seminarium z historii sztuki u profesora Zygmunta Batowskiego. Brała udział w powstaniu warszawskim; aresztowana przez Niemców, więziona była w obozach Auschwitz-Birkenau, Ravensbrück i Buchenwald. Po wojnie była asystentem konserwatora w Urzędzie Wojewódzkim w Bydgoszczy, by w 1948 przenieść się do Poznania; tam pracowała jako wykładowca historii sztuki (m.in. zastępca profesora) w Państwowej Wyższej Szkole Sztuk Plastycznych. W latach 1951–1952 dokończyła na Uniwersytecie Poznańskim studia w dziedzinie historii sztuki, pracę dyplomową napisała na temat dzieł Marcello Bacciarellego w zbiorach Muzeum Narodowego w Poznaniu. Pracowała przy inwentaryzacji zabytków dwóch powiatów ówczesnego województwa olsztyńskiego, pisała także recenzje plastyczne, literackie i teatralne do czasopism kulturalnych poznańskich i bydgoskich.
W latach 1955–1970 związana była zawodowo z Biblioteką w Kórniku (kolejno jako adiunkt i kustosz). Kierowała Działem Muzealnym i Graficznym. Zajmowała się uporządkowaniem i dokończeniem inwentaryzacji większości zbiorów grafiki, rysunków i kolekcji muzealnej; założone zostały kartoteki planów, rysunków architektonicznych, płyt graficznych do wydawnictw kórnickich, a także poloników emigracyjnego grafika Adama Pilińskiego. Założono również naukowe karty dla obrazów przechowywanych w Kórniku. Za sprawą kustosz Chyczewskiej zbiory graficzne wzbogaciły się o dzieła współczesnych artystów wielkopolskich. Po generalnym remoncie z przełomu lat 50. i 60. Chyczewska wprowadziła zmiany w urządzeniu części pomieszczeń, przede wszystkim Sali Mauretańskiej i Czarnej Sali.
W 1964 obroniła pod kierunkiem profesora Stanisława Lorentza rozprawę doktorską poświęconą twórczości Bacciarellego; w znacznej części ukazała się ona niemal dziesięć lat później (Marcello Bacciarelli 1731–1818, Wrocław 1973), stanowiąc pierwszą monografię naukową artysty. O Bacciarellim napisała też kilka artykułów oraz dwuczęściowy katalog wystawy Marceli Bacciarelli. Życie - Twórczość (1968, 1970), zorganizowanej przez Muzea Narodowe w Poznaniu i Warszawie. Inną wiodącą tematyką jej publikacji były zbiory kórnickie. Wspólnie z dyrektorem Stefanem Weymanem napisała kilkakrotnie wznawiany przewodnik Zamek Kórnicki - Muzeum i Biblioteka (wydanie pierwsze Poznań 1965), w którym po raz pierwszy przedstawiła zamek, jego wnętrza i eksponaty z punktu widzenia historyka sztuki. Publikowała artykuły w "Pamiętniku Biblioteki Kórnickiej", m.in. o zbiorach graficznych w Kórniku, ikonografii Adama Mickiewicza, rycinach na podstawie dzieł Bacciarellego, polonikach Adama Pilińskiego, nieznanym wcześniej obrazie Wojciecha Kornelego Stattlera z kolekcji kórnickiej. W "Biuletynie Historii Sztuki" (1965) pisała o XIX-wiecznych projektach przebudowy zamku w Kórniku. O kolekcji kórnickiej pisała też w pracach zbiorowych Grafika i rysunki polskie w zbiorach polskich (Warszawa 1977) i Polskie kolekcjonerstwo grafiki i rysunku (Warszawa 1980).
Z końcem lipca 1970 przeszła na emeryturę. Osiadła w Bydgoszczy, gdzie nie zaprzestała pracy naukowej oraz działalności społecznej: brała udział w organizowaniu ogólnopolskich turniejów wiedzy o sztuce. W 1994 odebrała medal prezydenta Bydgoszczy za szczególne zasługi dla kultury miasta. Na łamach "Promocji Pomorskich" (1994, nr 6) ogłosiła wspomnienia.
W 1937 wyszła za mąż za Jerzego Chyczewskiego (1907–1944), wojewódzkiego konserwatora zabytków w Toruniu, zamordowanego w obozie koncentracyjnym w Schortzigen (Alzacja). Zmarła 16 kwietnia 2005 w Bydgoszczy, tam też została pochowana.